# 纳斯比纳勒
纳斯比纳勒（法語：Nasbinals，法語發音：[nasbinal]）是法国奥克西塔尼大区洛泽尔省的一个市镇，位于该省西部偏北，属于芒德区。

## 地理
纳斯比纳勒（44°39'44"N, 3°2'47"E）面积63.34 平方千米，位于法国奧克西塔尼大區洛泽尔省，该省份为法国南部内陆省份，北起上盧瓦爾省和康塔爾省，西接阿韦龙省，南至加尔省，东临阿尔代什省。
与纳斯比纳勒接壤的市镇（或旧市镇、城区）包括：普拉德多布拉克、圣谢利多布拉克、圣于尔西兹、勒库勒多布拉克、布里永、马尔沙斯泰勒、莱萨尔斯、普兰叙埃若勒-马尔布宗、圣热涅多尔特-多布拉克。
纳斯比纳勒的时区为UTC+01:00、UTC+02:00（夏令时）。

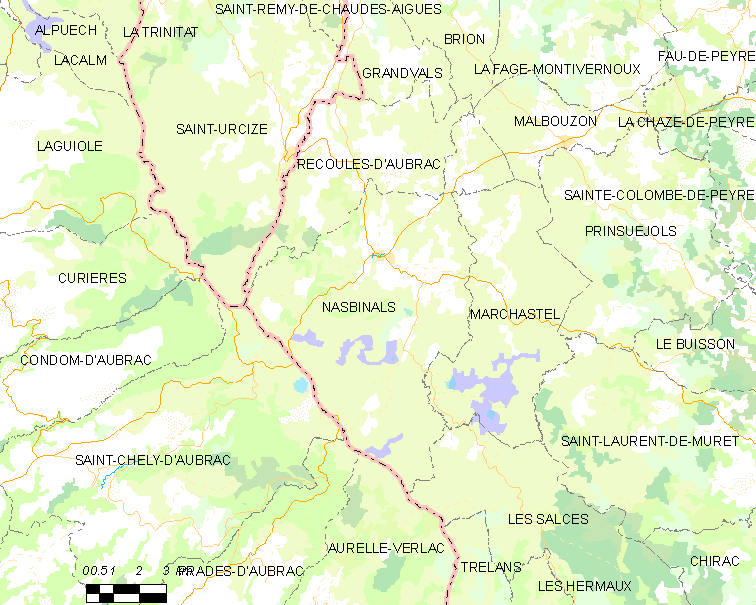
纳斯比纳勒的OSM定位图

## 行政
纳斯比纳勒的邮政编码为48260，INSEE市镇编码为48104。

## 政治
纳斯比纳勒所属的省级选区为欧布拉克地区佩尔县。

## 交通
洛泽尔省省道D12线、D900线和D987线在纳斯比纳勒境内交汇。

## 人口

1962-2008年间纳斯比纳勒人口变化图示

纳斯比纳勒于2022年1月1日时的人口数量为576人。